# Semaeopus ella
Semaeopus ella là một loài bướm đêm trong họ Geometridae.